# Gottfrid III av Anjou
Gottfrid III av Anjou, född okänt år, död 1096, var regerande greve av Anjou från 1060 till 1068. 